# Decet Romanum Pontificem
Decet Romanum Pontificem (conviene al romano pontefice)  è una bolla pontificia emanata da papa Leone X  datata 3 gennaio 1521 che scomunica l'eresiarca Martin Lutero in seguito alla mancata ritrattazione con la bolla antecedente Exsurge Domine.
La bolla proibiva ai cattolici di avere contatti di alcun tipo coi luterani e disponeva la pena dell'interdetto per tutti i territori e i luoghi sacri che fossero stati da loro visitati o che avessero dato loro ospitalità. Per i seguaci di tale confessione religiosa era disposta la «privazione della dignità, degli onori e delle proprietà sopra di essi e sopra i loro discendenti, e d'inidoneità dichiarata per i beni stessi; della confisca dei loro beni e del delitto di lesa maestà».

## Collegamenti esterni

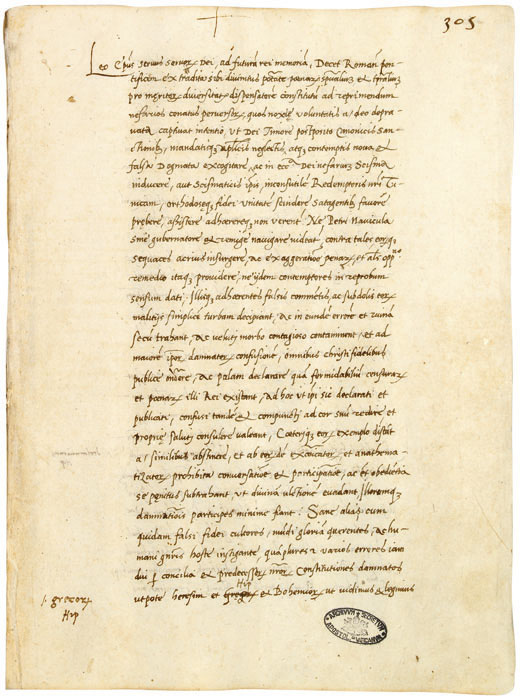
Testo della bolla Decet Romanum Pontificem.